# يوبا أوقاصي
يوبا أوقاصي (8 يوليو 1996 بعزازقة في الجزائر - ) هو لاعب كرة قدم جزائري في مركز الوسط.

## روابط خارجية
- يوبا أوقاصي على موقع قاعدة بيانات كرة القدم.إي يو (الإنجليزية)
- يوبا أوقاصي على موقع Soccerway.com (الإنجليزية)